# Erwin Siekmann
Erwin Siekmann (* 9. März 1936 in Bochum; † 16. August 2022) war ein deutscher Politiker der SPD.

## Ausbildung und Beruf
Nach dem Volksschulabschluss 1951 besuchte Erwin Siekmann die Kaufmännische Schule der Industrie- und Handelskammer in Bochum. Er absolvierte von Juni 1951 bis Juni 1954 eine Ausbildung bei der Barmer Ersatzkasse. Diese beendete er 1954 mit dem Lehrabschluss als Sozialversicherungsfachangestellter.
Danach arbeitete er von Juni 1954 bis Juni 1958 als Sachbearbeiter bei der Barmer Ersatzkasse; von Juli 1958 bis Juni 1961 war er bei der Barmer Ersatzkasse Zweigstellenleiter. Von Juli 1961 bis Dezember 1966 war Siekmann als Sachbearbeiter mit Sonderaufgaben bei der Betriebskrankenkasse Stahlwerk Bochum AG tätig.
1963 legte er die erste und 1966 die zweite Verwaltungsprüfung zum Krankenkassenbetriebswirt ab. Es folgten sechs Semester Studium beim DGB (Volkswirtschaft, Betriebswirtschaft, Sozialpolitik). Von Januar 1967 bis Dezember 1990 war er Abteilungsleiter, später Hauptabteilungsleiter der Betriebskrankenkasse Hoesch Dortmund. Ab Januar 1991 war Siekmann stellvertretender Geschäftsführer der Betriebskrankenkasse Hoesch Dortmund.

## Politik
Erwin Siekmann war seit dem 1. Februar 1972 Mitglied der SPD. Er fungierte 8 Jahre als Revisor bei der Bundes-SGK. Seine weitere politische Laufbahn: Seit 1975 stellvertretender Ortsvereinsvorsitzender. Seit 1977 stellvertretender Stadtbezirksvorsitzender. Von Oktober 1979 bis Juni 1995 war er Mitglied des Rates der Stadt Dortmund; dort finanzpolitischer Sprecher.
Im Rat der Stadt Dortmund war er in mehreren Ausschüssen tätig, so war er Mitglied des Haupt-, Krankenhaus- und Schulausschusses, des Ausschusses für Finanzen und Liegenschaften und des Sportausschusses. Ferner war er Mitglied des Ausschusses für Personal und Organisation, dessen Vorsitzender er zeitweise war.

## Weitere Ämter
Bei der Sparkasse Dortmund war Siekmann 15 Jahre lang Mitglied des Verwaltungsrates, davon 5 Jahre stellvertretender Vorsitzender, außerdem 10 Jahre Mitglied des Kreditausschusses. Von 1989 bis 1994 war Siekmann Mitglied des Emschergenossenschaftsrates. Von 1993 bis 1994 gehörte er dem Aufsichtsrat der Entsorgung Dortmund GmbH an. Seit 1965 war er Mitglied der IG Metall. Erwin Siekmann war ferner einige Jahre Mitglied des Personalrates und des Hauptpersonalrates der Barmer Ersatzkasse.

## Landtagsabgeordneter
Erwin Siekmann war von 1995 bis 2005 direkt gewähltes Mitglied des 12. und 13. Landtags von Nordrhein-Westfalen.